# 斯利沃波萊市鎮

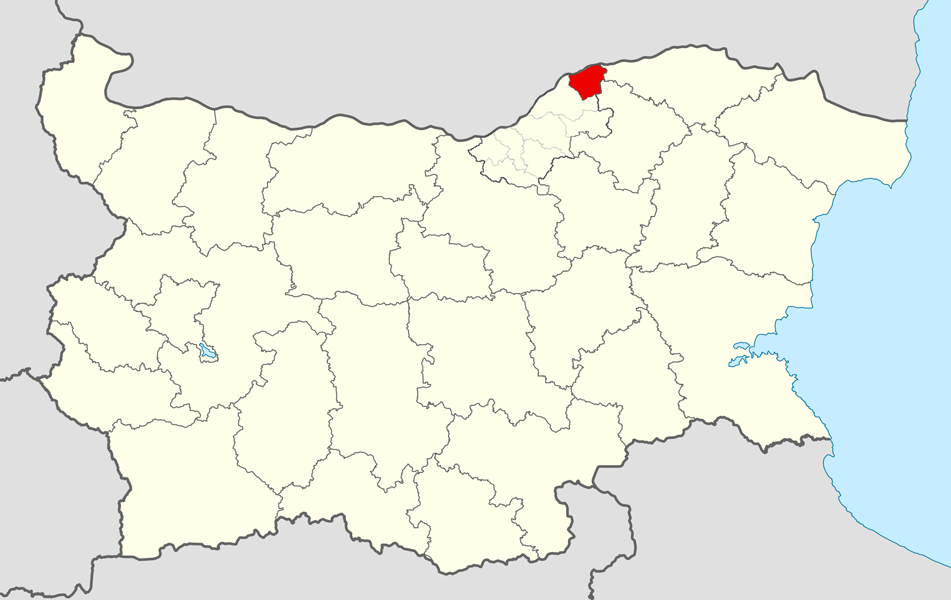

斯利沃波萊市，是保加利亞的城鎮，位於該國中北部，由魯塞州負責管轄，首府設於斯利沃波萊，面積276平方公里，2009年人口11,635，人口密度每平方公里42.16人。
43°56′N 26°15′E / 43.933°N 26.250°E